# Żleb z Mostem

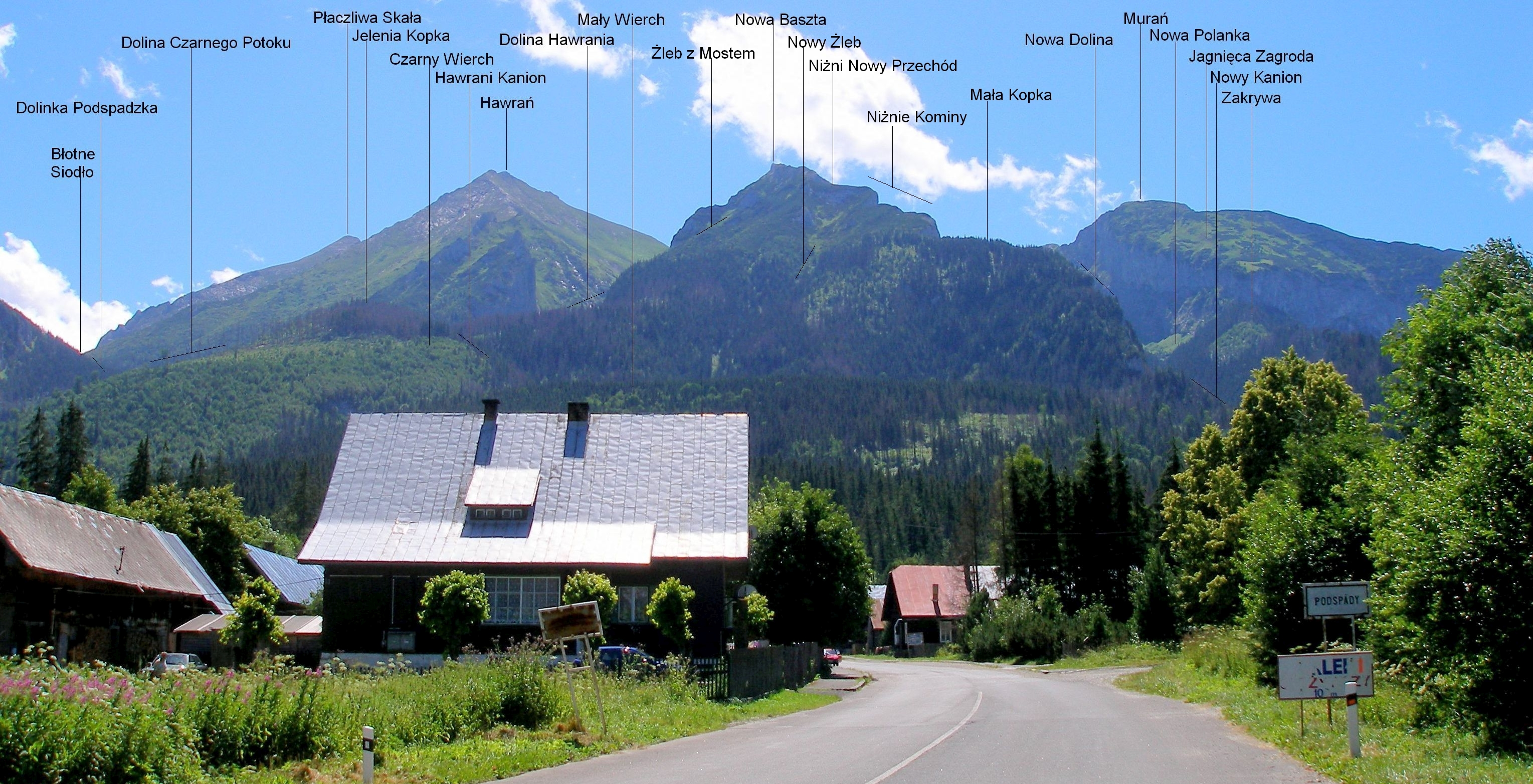
Widok z Podspadów

Żleb z Mostem – żleb w Dolinie Hawraniej w słowackich Tatrach Bielskich. Jest to jeden z największych żlebów północno-wschodnich ścian Kominów Zdziarskich (na mapie Polkartu błędnie opisany jako Żleb za Mostem). Opada z północno-wschodnich stoków Nowej Baszty i stanowi ograniczenie jej północno-wschodniej grzędy. Na grzędę tę z żlebu można łatwo wyjść, jedyną przeszkodą są zwarte łany kosodrzewiny. Żleb ma wylot po zachodniej stronie Wyżniej Hawraniej Polany. Na około 1/3 swojej długości (od wylotu) nad korytem żlebu znajduje się oryginalny most skalny. Jego przęsło znajduje się na wysokości około 4 m nad piargiem. Most ma długość około 5 m, szerokość około 1 m, a grubość jego przęsła wynosi około 3 m. Można go obejść po prawej stronie. 
Górna część dna Żlebu z Mostem jest trawiasta, a żleb dzieli się na dwie odnogi. Lewa prowadzi pod szczyt Nowej Baszty, kończąc się około 30 m poniżej szczytu. Odnogą tą można wejść na  szczyt. Prawa odnoga prowadzi w kierunku Niżniego Nowego Przechodu. Nie dochodzi do samej przełęczy, ale blisko niej i można z jej najwyższej części przejść do Nowego Żlebu, a nim na przełęcz. Znajduje się jednak na zamkniętym dla turystów i taterników obszarze ochrony ścisłej Tatrzańskiego Parku Narodowego.
Nazwę żlebu wprowadził Władysław Cywiński w 4 tomie przewodnika Tatry. 